# Pyrostephidae
Famille
Les Pyrostephidae sont une famille de siphonophores (hydrozoaires coloniaux pélagiques).

## Liste des genres
Selon World Register of Marine Species (19 avril 2016), la famille Pyrostephidae comprend les genres suivants :
- genre Bargmannia Totton, 1954
- genre Pyrostephos Moser, 1925